# 格拉德斯通 (新墨西哥州)
格拉德斯通（英語：Gladstone）是位於美國新墨西哥州尤寧縣的非建制地區。

## 歷史
格拉德斯通的郵局自1888年營運至今。

## 地理
格拉德斯通所處的海拔為高於海平面1793米（即5883英呎），而該地所採用的時區為UTC-7，即北美山地时区（MST）。同時該地設有夏令時間，為UTC-7調快一小時，即UTC-6（MDT）。